# كأس هولندا 2022–23
كأس هولندا 2022–23 هو الموسم 105 من بطولة خروج المغلوب السنوية لكرة القدم الهولندية لكأس هولندا. تنافس 46 فريقًا، بدءًا من أغسطس بالجولة الأولى من جولتين تمهيديتين، واختتمت في أبريل 2023 بالمباراة النهائية التي أقيمت في دي كويب في روتردام. 
كان نادي آيندهوفن هو حامل اللقب، بعد أن هزم أياكس 2-1 في نهائي الموسم السابق.  وواصلوا الدفاع عن لقبهم بنجاح، حيث هزموا أياكس مرة أخرى في المباراة النهائية، هذه المرة عن طريق ركلات الترجيح.
خاض نادي آيندهوفن درع يوهان كرويف 2023 ضد بطل الدوري الهولندي 2022–23 نادي فينورد بنتيجة 1-0.